# Čavlovica
Čavlovica is een plaats in de gemeente Dvor in de Kroatische provincie Sisak-Moslavina. De plaats telt 8 inwoners (2001).